# Rund um die Hainleite 2002
Rund um die Hainleite 2002 war die 77. Austragung des seit 1907 ausgefahrenen deutschen Eintagesrennens Rund um die Hainleite. Es fand am 20. Mai statt.

## Rennverlauf
Am Start waren 107 Radrennfahrer aus 16 Mannschaften. Der Start erfolgte in Erfurt und führte auf einer Strecke über den Kyffhäuser wieder zum Ziel an der Erfurter Thüringenhalle. Im Finale wurde eine Runde von 7 Kilometern viermal absolviert. Der Kurs war 198,6 Kilometer lang. Die Union Cycliste International (UCI) hatte das Rennen in die Kategorie 1.3 eingestuft.
Nach 35 Kilometern bildete sich eine Spitzengruppe von 37 Fahrern. Das Hauptfeld wurde bei einem Rückstand von 20 Minuten auf der Zielrunde aus dem Rennen genommen. Im Hauptfeld befanden sich auch einige der Favoriten.
Saša Sviben aus Slowenien gewann das Rennen, nachdem er sich 14 Kilometer vor dem Ziel mit Lennie Kristensen und Raffaele Ferrara von der Spitzengruppe absetzen konnte.
|     | Fahrer            | Nation      | Zeit (h)       |
| --- | ----------------- | ----------- | -------------- |
| 01. | Saša Sviben       | Slowenien   | 4:34:57        |
| 02. | Lennie Kristensen | Dänemark    | 4:34:57        |
| 03. | Raffaele Ferrara  | Italien     | + 0:23 Minuten |
| 04. | Christian Wegmann | Deutschland | + 0:30 Minuten |
| 05. | Alan Iacuone      | Australien  | + 0:30 Minuten |
| 06. | Thomas Liese      | Deutschland | + 0:30 Minuten |
| 0   |                   |             |                |